# BFC Fortuna 1894
Der Berliner Fußball Club Fortuna 1894, abgekürzt bekannt als BFC Fortuna 1894, war ein deutscher Fußballverein aus Berlin. Der Verein gehört zu den 86 Gründungsvereinen des Deutschen Fußball-Bunds.

## Geschichte
Der BFC Fortuna 1894 wurde am 1. November 1894 gegründet. Die Gründungsmitglieder setzten sich insbesondere aus den Mitgliedern der zuvor aufgelösten Klubs Semnonia Berlin und Berliner FC Hercynia zusammen, als Spielfeld diente das Tempelhofer Feld. 
1897 gehörte der BFC Fortuna 1894 zu den Gründungsmitgliedern des Verbands Berliner Ballspielvereine, drei Jahre später war der Verein durch Carl Perls beim „I. Allgemeiner Deutscher Fußballtag“ am 28. Januar 1900 in Leipzig, der Gründungsversammlung des Deutschen Fußball-Bunds, vertreten. 
Zwischen 1900 und 1904 spielte die Mannschaft des BFC Fortuna 1894 in der Berliner Oberliga mit, ehe sie aus der Meisterschaft abstieg. 1910 trat sie im Berliner Landespokal in Erscheinung, als das Endspiel erreicht wurde. Gegen den Weißenseer FC ging das Finale durch eine 1:4-Niederlage verloren.
Kurz nach Beginn des Ersten Weltkrieges im Jahr 1914 schloss sich der BFC Fortuna 1894 dem Berliner SV 92 an.